# Pachydactylus griffini
Pachydactylus griffini — вид геконоподібних ящірок родини геконових (Gekkonidae). Ендемік Намібії.

## Поширення і екологія
Pachydactylus griffini мешкають в горах Карасберге на південному сході Намібії. Вони живуть в сухій савані, серед невисоких скелястих пагорбів, в тріщинах серед скель та в піщаному ґрунті. Зустрічаються на висоті від 1000 до 1200 м над рівнем моря. Відкладають яйця.